# Gradašnica (Leskovac)
Gradašnica je naselje u gradu Leskovcu, Jablanički upravni okrug, Srbija. Prema popisu iz 2022. godine u Gradašnicu je živjelo 256 stanovnika.